# 比斯塔阿萊格雷區 (納斯卡省)
14°50′43″S 74°56′38″W / 14.8452°S 74.9439°W
比斯塔阿萊格雷區（西班牙語：Distrito de Vista Alegre）是秘魯的一個區，位於該國中南部伊卡大區的納斯卡省，始建於1984年9月20日，面積527.3平方公里，海拔高度585米，2005年人口13,711，人口密度每平方公里26人。